# Johann Maresch (1806–1879)
Johann Maresch, též Jan Mareš (27. října 1806 Litoměřice – 6. srpna 1879 Praha), byl rakouský římskokatolický duchovní, pedagog a politik německé národnosti z Čech, poslanec Českého zemského sněmu.

## Biografie
Vystudoval litoměřické gymnázium. Absolvoval studium teologie v Litoměřicích. Roku 1830 byl vysvěcen na kněze. Od roku 1837 působil jako kaplan a učitel v Krásné Lípě. Byl zakladatelem první živnostenské školy v Čechách. Roku 1837 se stal profesorem v kněžském semináři v Litoměřicích a roku 1841 ředitelem hlavní školy tamtéž. Roku 1849 usedl na post zemského školního inspektora pro německé obecné a reálné školy. Od roku 1861 působil jako školní rada a děkan v Praze. Vydával ročenku Jahrbuch für Lehren, Eltern und Erzieher. Byl členem spolku Verein für Geschichte der Deutschen in Böhmen. V Praze byl děkanem kolegiátní kapituly u Všech Svatých. Byl mu udělen Řád Františka Josefa. Měl titul konzistorního rady a emeritního školního rady.
V 60. letech se zapojil i do vysoké politiky. V doplňovacích volbách v dubnu 1861 byl zvolen na Český zemský sněm, kde zastupoval kurii městskou, obvod Šluknov, Ehrenberg, Haňšpach. Nahradil Antona von Schmerlinga, který v krátce předtím konaných zemských volbách v roce 1861 uspěl ve třech obvodech najednou a v tomto mandát nepřevzal. Johann Maresh rezignoval v květnu 1866.
Měl českou matku, ale národnostně se přiklonil k Němcům. Český tisk v nekrologu uvádí, že zesnulý ve funkci školního inspektora proslul jako poněmčovatel českých realek a škol obecných. [zdroj?] Měl být penzionován kvůli odporu, který jeho činnost vyvolávala v českých kruzích. Zároveň je ale oceňován jako muž velice činný, pracovitý a pro vše dobré nadšený.
Zemřel v srpnu 1879 na mrtvici.